# Sixty Mile River
Der Sixty Mile River (englisch für „Sechzigmeilen-Fluss“) ist ein etwa 200 km langer linker Nebenfluss des Yukon River im US-Bundesstaat Alaska und im kanadischen Yukon-Territorium.

## Geographie

### Verlauf
Der Sixty Mile River entsteht in Alaska, zehn Kilometer westlich der Staatsgrenze zu Kanada und 90 Kilometer westlich von Dawson. Der Sixty Mile River fließt anfangs nach Nordosten und überquert bei Flusskilometer 170 die Grenze. Ab Flusskilometer 130 wendet er sich nach allmählich nach Süden. Auf den letzten 15 Kilometern fließt der Sixty Mile River nach Osten und mündet 64 Kilometer flussaufwärts von Dawson in den Yukon River.

### Einzugsgebiet
Das Einzugsgebiet umfasst etwa 3700 km². Am Pegel 45 Kilometer oberhalb der Mündung beträgt der mittlere Abfluss 13,5 m³/s. Die abflussstärksten Monate sind Mai und Juni.